# Lil’ Touch
Lil' Touch — сингл южнокорейской гёрл-группы Girls’ Generation — Oh!GG. Сингл был выпущен 5 сентября 2018 года SM Entertainment в качестве цифрового сингла. Тексты ппесни были написаны Одал Пак и Чхве Джи-Ён, А музыку сочинили Лэнс Шипп, Рейчел Кеннеди, Наталия Маршалл, Лорелл Баркер, VMP и Lionchild.

## Восприятие
«Lil' Touch» дебютировал на 7-м месте в цифровой диаграмме Gaon Digital Chart в Южной Корее от 9 по 15 сентября 2018 года. Между тем, сингл достиг 3-го места в чарте Gaon Album Chart, 4-го места в Billboard K-Pop Hot 100 и 3-го места в чарте Billboard World Digital Songs. Релиз сингла  стал 13-м бестселлером года с продажами более 43 191 единиц (Gaon Album Chart).

## Трек-лист
| №  | Название             | Текст песни            | Музыка                                                                     | Длительность |
| -- | -------------------- | ---------------------- | -------------------------------------------------------------------------- | ------------ |
| 1. | «Lil' Touch»         | Odal Park Choi Ji-yeon | Lance Shipp Rachael Kennedy Nathalia Marshall Laurell Barker VMP Lionchild | 3:09         |
| 2. | «Fermata»            | Kim Seong-woo          | Andreas Oberg Maria Marcus Fredrik Thomander Johan Becker                  | 3:58         |
| 3. | «Lil' Touch (Inst.)» |                        | Lance Shipp Rachael Kennedy Nathalia Marshall Laurell Barker VMP Lionchild | 3:07         |
| 4. | «Fermata (Inst.)»    |                        | Andreas Oberg Maria Marcus Fredrik Thomander Johan Becker                  | 3:56         |

## Чарты
| Чарты (2019)                             | Пиковые позиции |
| ---------------------------------------- | --------------- |
| Billboard K-Pop Hot 100                  | 4               |
| Республика Корея (Gaon Album Chart)      | 3               |
| Республика Корея (Gaon Digital Chart)    | 7               |
| США World Digital Songs (Billboard)      | 3               |
| Новая Зеландия (New Zealand Music Chart) | 39              |
| Япония (Billboard Japan Hot 100)         | 33              |

## Продажи
| Регион      | Продажи |
| ----------- | ------- |
| South Korea | 43,191+ |

## Награды и номинации
| Год  | Премия                  | Категория  | Номинация    | Результат | Ссылка                          |
| ---- | ----------------------- | ---------- | ------------ | --------- | ------------------------------- |
| 2018 | Mnet Asian Music Awards | Песня Года | «Lil' Touch» | Номинация | [ источник не указан 718 дней ] |